# Valutazione esterna di qualità
Un programma di valutazione esterna di qualità (VEQ; in lingua inglese: External quality assessment, EQA; detto anche proficiency testing, PT) è un tipo di confronto interlaboratorio, con finalità educative e di miglioramento continuo della qualità, avente per obiettivo la valutazione oggettiva e indipendente della qualità delle misurazioni analitiche eseguite dai laboratori di analisi, soprattutto da quelli operanti in campo biomedico o ambientale.

## Modalità operative
Nello schema tipico di un programma di VEQ, l'organizzatore invia periodicamente a più laboratori un determinato numero di campioni di solito simili a quelli sui quali il laboratorio esegue le analisi di routine. La natura dei campioni può essere molto differente, per es. possono essere campioni costituiti da matrici biologiche (per es. sangue, o latte) o ambientali (aria; suolo) contenenti analiti di cui occorre determinare la concentrazione; siero animale su cui effettuare esami qualitativi, ecc. A ciascun campione viene assegnato, come identificatore, un codice fittizio la cui corrispondenza con il vero identificatore del materiale è nota solo all'organizzatore, vincolato tuttavia al segreto. I laboratori partecipanti analizzano i campioni e comunicano i risultati all'organizzatore. L'organizzatore elabora i risultati pervenuti, ovvero li fa elaborare da un centro di statistica, ottenendo degli indici che riassumono le prestazioni di tutti i laboratori nel loro complesso (per es. indici descrittivi di posizione e di dispersione) e dei singoli laboratori in dettaglio (per es. lo z-score o più recentemente l'indice {\displaystyle E_{n}} basato sull'incertezza di misura). Statistiche per i confronti interlaboratorio sono descritte nella norma ISO 13528. Una relazione sulle conclusioni derivanti dalle elaborazioni dei risultati sarà comunicato infine ai partecipanti i quali potranno in tal modo conoscere la qualità delle loro prestazioni analitiche.
Per i singoli laboratori le informazioni derivanti dalla partecipazione a un esercizio di VEQ sono importanti per la validazione dei metodi e la valutazione dell'incertezza di misura.

## Storia
I primi programmi di valutazione esterna di qualità furono ideati negli anni quaranta negli USA nel settore della chimica clinica; la partecipazione dei laboratori di analisi a un programma di VEQ portava a un notevole miglioramento delle prestazioni. Programmi di VEQ vennero pertanto adottati anche in Europa. La legislazione italiana obbliga dal 1997 i laboratori che operano nell'ambito del Servizio Sanitario Nazionale alla partecipazione a programmi di VEQ. Nel 2010 è stata pubblicata la norma ISO che specifica i requisiti generali per la competenza degli organizzatori di schemi di VEQ interlaboratorio e per lo sviluppo ed il funzionamento di questi schemi.